# حمید معصومی‌نژاد
حمید معصومی‌نژاد (زاده ۸ دی ماه ۱۳۳۸) خبرنگار سابق صدا و سیمای جمهوری اسلامی ایران است که وی را با جمله معروفش (حمید معصومی نژاد خبرگزاری صدا و سیما ایتالیا رم) می‌شناسند که در رم کار می‌کند. وی که دانشجوی پزشکی بوده است و در جنگ ایران و عراق هم حضور داشته است، در سال ۶۸ قصد داشت برای ادامه تحصیل به آمریکا مهاجرت کند ولی به علت مشکل ویزا به ایتالیا رفت.

## بازداشت
وی در مارس ۲۰۱۰ میلادی به اتهام «مأمور ارشد اطلاعاتی ایران» و «قاچاق اسلحه» توسط دولت ایتالیا بازداشت شد. این در حالی بود که پلیس ایتالیا هیچ مدرکی در این خصوص ارائه نکرده بود. محمدعلی رامین، معاون وقت مطبوعاتی وزارت فرهنگ و ارشاد اسلامی در گفت‌وگو با تلویزیون جمهوری اسلامی ایران، بازداشت معصومی‌نژاد را در راستای خواستهٔ اسرائیل، آمریکا و بریتانیا دانست و گفت: «اگر ایتالیا بخواهد با همکاران رسانه‌ای ما چنین رفتار کند، ممکن است شاهد رفتار مشابهی با خبرنگاران ایتالیایی از جانب دولت ایران باشد.» معصومی‌نژاد ۲ ماه در سلول انفرادی در زندان رم بود و سه ماه نیز در حبس خانگی به سر برد.
در ۱۷ اکتبر ۲۰۱۷ حمید معصومی‌نژاد که برای شرکت در مراسم تدفین یکی از بستگانش به ایران آمده بود، هنگام بازگشت به ایتالیا در فرودگاه میلان دوباره بازداشت و پس از دو ساعت آزاد شد.
در تاریخ ۲۸ خرداد ۱۳۹۷ مقارن با ۱۸ ژوئن ۲۰۱۸، خبرگزاری رسمی ایتالیا انسا پس از ۸ سال، از تبرئه خبرنگار خبرگزاری صدا و سیما از اتهامات واهی در این کشور خبر داد و اعلام کرد اتهامات وارده به وی واقعیت نداشته است.
خبرگزاری رسمی ایتالیا (انسا)، در گزارشی با عنوان «خبرنگار رادیو و تلویزیون ایران تبرئه شد، جاسوس نبود»، نوشت: دادگاه «کومو» حمید معصومی‌نژاد را که ۸ سال پیش به اتهام جاسوسی دستگیر و زندانی شده بود، از تمام اتهامات نسبت داده شده به وی تبرئه کرد.
انسا در ادامه می‌نویسد: معصومی‌نژاد، که عضو کانون مطبوعات خارجی ایتالیا نیز هست خبرنگار بسیار مشهور ایرانی است که گزارش‌های خود را از ایتالیا ارسال می‌کند. در مورد این خبرنگار ایرانی اخیراً در ایتالیا کتابی نیز به قلم یک روزنامه‌نگار ایتالیایی منتشر شده که آنچه در زندان و در سلول انفرادی به اتهام جاسوسی بر وی گذشته و همچنین سال‌های دشوار و طولانی محاکمه در ایتالیا را روایت می‌کند.
انسا به نقل از معصومی‌نژاد نوشت: «حکم دادگاه به مثابهٔ پایان یک کابوس است. در حکمی که مرا روانهٔ زندان کرد نوشته شده بود که من اصلاً خبرنگار نیستم. سپس مرا روانهٔ سلول انفرادی و متعاقباً حصر خانگی کردند. انجمن خبرنگاران ایتالیا نیز در آن زمان عضویت مرا صرفاً بر اساس اخبار روزنامه‌ها و جنجال خبری به حالت تعلیق درآورد اما در این مدت از همراهی و همبستگی خبرنگاران ایتالیایی و همچنین همبستگی بدون وفقهٔ همکارانم در کانون مطبوعات خارجی در ایتالیا برخوردار بودم. باید بگویم در این سال‌ها همواره در خانه و خیابان یا در محل کارم و حتی در فرودگاه متحمل کنترل و بازرسی‌های مستمر و بی‌شمار پلیس شدم.
معصومی‌نژاد در ادامه این مصاحبه با انسا افزود: با وجود تمام این مشکلات در عین حال هیچگاه زبان به گلایه باز نکردم و منتظر صدور حکم دادگاه بودم. اما انتظار دارم همان‌طور که در زمان دستگیری‌ام تصویر و خبر آن به‌طور گسترده در رسانه‌های جمعی ایتالیا و جهان و در صفحهٔ نخست تمام روزنامه‌ها خودنمایی می‌کرد، خبر صدور حکم برائتم نیز نه برای من بلکه برای عزت حرفهٔ خبرنگاری جایی در گوشه و کنار صفحات روزنامه‌ها پیدا کند.
خبرگزاری انسا این خبر را در وبگاه این خبرگزاری با عکس معصومی‌نژاد نیز منتشر کرده است.
وبگاه The Italian Insider نیز در خبری جداگانه این موضوع را تحت پوشش قرار داده و تبرئهٔ خبرنگار ایرانی را پس از ۸ ماه اعلام نموده است.
خبرگزاری صدا و سیما نیز در یک گزارش اختصاصی با عنوان «تبرئهٔ معصومی‌نژاد از اتهامات واهی دولت ایتالیا» مصاحبهٔ حمید معصومی‌نژاد را در این خصوص انتشار داده است.

## فیلم شناسی
حمید معصومی نژاد در فیلم سینمایی سال گربه به عنوان خبرگزاری در رم ایفای نقش کرده است.

## حاشیه‌ها
- بخش بسیاری از شهرت وی به خاطر تنوع گزارش‌های خبری او و به ویژه نحوهٔ معرفی خود در پایان گزارش است که با رم خاتمه می‌یابد.[۱۲][۱۳]
- وی تمام گزارش‌های خود را به تنهایی تهیه می‌کند و گزارشگر، فیلمبردار، صدابردار و تدوین‌گر گزارش‌های خود است.[۱۴]

## دستاوردها
- «خب رتر» در جشنواره رسانه‌ای ایتالیا[۱۴]
- جایزه بین‌المللی خبرنگاری استان کالابریا ایتالیا به عنوان خبرنگار برتر رادیو و تلویزیونی[۱۵]